# Вси Светии (Мрамор)
„Вси Светии“ или „Всех Святих“ е възрожденска българска православна църква в софийското село Мрамор. Част е от Софийската епархия на Българската православна църква.

## История
Църквата е изписана от дебърските майстори Михаил и Христо Благоеви в 1885 година.
- Иконостасът
- Стенопис с Рождество Христово
- Стенопис с Възкресение Христово